# Nuño Gómez
Nuño Gómez es un municipio y localidad española de la provincia de Toledo, en la comunidad autónoma de Castilla-La Mancha. El término municipal tiene una población de 171 habitantes (INE 2024).

## Toponimia
El término "Nuño Gómez" se compone de un nombre de pila seguido de su apellido. La etimología del  antropónimo Nuño está sin resolver. Olivart propone varias posibilidades: una variante del latín Nonnius 'monje' o Nonius 'noveno', del germánico Nunno, o, la que podría ser más probable, del vasco Muño 'cerro'. 
Respecto a Gómez, es un patronímico de origen germánico derivado del término guma 'ser humano', 'hombre'.
El nombre se fundamentaría en el del dueño o primer poblador del lugar. Otras fuentes señalan que se correspondería con el nombre de un conquistador castellano de origen visigodo que probablemente acompañase en la reconquista al rey Alfonso VI.

## Geografía
El municipio se encuentra situado «en terreno bastante llano al pie de la sierra que forma cordillera al N». Pertenece a la comarca de la Sierra de San Vicente y linda con los términos municipales de Garciotum al norte, sur y oeste, Pelahustán al norte y este, ambos de Toledo.

Hidrografía.

Por su término discurre de norte a sur y formando límite con el término de Pelahustán el arroyo de San Benito, antiguamente denominado Fresnedoso, que junta sus aguas con el arroyo del soto justo en la linde del término municipal con Garciotum.

## Historia
En el siglo XIV perteneció a la jurisdicción de la villa de Castillo de Bayuela. En 1655 se le concedió el título de villa.
Desde el año 1833 forma parte, ya que pertenece a la comarca de la Sierra de San Vicente junto con La Campana de Oropesa, de las Tierras de Talavera[cita requerida] pertenecientes hasta esa fecha a la provincia de Ávila si bien siguieron formando parte de la Comunidad de Villa y Tierra de Ávila hasta 1837 y del Obispado de Ávila hasta 1955
Hacia mediados del siglo XIX, la villa tenía contabilizada una población de 185 habitantes. Por entonces tenía 60 casas y el presupuesto municipal ascendía a 1500 reales. Aparece descrita en el decimosegundo volumen del Diccionario geográfico-estadístico-histórico de España y sus posesiones de Ultramar de Pascual Madoz de la siguiente manera:

NUÑOGOMEZ: v. con ayunt. en la prov. de Toledo (8 leg.), part. jud. de Escalona (4), dióc. de Avila (15), aud. terr. de Madrid (16), c. g. de Castilla la Nueva. sit. en terreno bastante llano al pie de la sierra que forma cord. al N. Es de clima frio; reinan los vientos N., y se padecen gástricas é hidropesías: tiene 60 casas de 6 á 7 varas de altura en calles empedradas, con la plaza bastante capaz en el centro, y en medio de ella un pozo con un árbol al pie que le da buena vista: en la misma plaza se halla la casa de ayunt., cárcel en el piso bajo, fragua de v., panera del pósito y corral de concejo: hay escuela de primeras letras dotada con 500 rs. de los fondos públicos, á la que asisten 26 niños; igl. parr. dedicada á la Asuncion de Ntra. Sra. con curato de entrada y provision ordinaria, y en los afueras al O. una pequeña ermita con el titulo de Ntra. Sra. de la Concepcion. Se surte de aguas potables en 2 fuentes en las inmediaciones, llamadas Nueva y Vieja, de escelente calidad, sirviendo para los ganados el pozo de la plaza y otros en diferentes sitios. Confina el térm. por N. con el de Pelahustan; E. Real de San Vicente y Nombela; S. y O. Garciotun á dist. de 1/4 á 1/2 leg., y comprende una deh. boyal de propios, varios montes de encina y algunos prados de riego y de secano. Le baña un arroyo poco abundante llamado Fresnedoso, que sirve para regar los linos y verduras. El terreno es quebrado y de sierra por la parte del N. y llano por el S. bastante flojo: los caminos, vecinales: el correo se recibe en Talavera de la Reina (4 leg.) por los mismos interesados. prod.: trigo, centeno, cebada, garbanzos y seda: se mantiene ganado vacuno, lanar, de cerda y de labor, y se cria abundante caza menuda. ind. y comercio: un molino harinero en el arroyo; se surten los hab. de todos art. en Talavera, Cebolla y Escalona. pobl.: 51 vec., 185 alm. cap. prod.: 124,363 rs. imp.: 3,509. contr.: segun el cálculo oficial de la prov., 74'48 p.% presupuesto municipal: 1,500, que se cubren con 2,131 que prod. los bienes de propios, habiendo un sobrante de 633.
Esta v. fue ald. de Castillo de Bayuela, del que se emancipó en 1655 con facultad del Excmo. Sr. duque de Híjar.
(Madoz, 1849, p. 179)

## Administración
| Periodo   | Nombre                     | Partido       |
| --------- | -------------------------- | ------------- |
| 1979-1983 | José Reguera Bellido       | Independiente |
| 1983-1987 | Carlos Navas González      | AP/PDP/UL     |
| 1987-1991 | Carlos Navas González      | PP            |
| 1991-1995 | Carlos Navas González      | PP            |
| 1995-1999 | Carlos Navas González      | PP            |
| 1999-2003 | Carlos Navas González      | PP            |
| 2003-2007 | Carlos Navas González      | PP            |
| 2007-2011 | Esteban Martín Corral      | PSOE          |
| 2011-2015 | Julián González            | PSOE          |
| 2015-2019 | Julián González            | PSOE          |
| 2019-2023 | Julián González            | PSOE          |
| 2023-act. | José Luis Fernández Moreno | PSOE          |

## Demografía
Cuenta con una población de 171 habitantes (INE 2024).
| Gráfica de evolución demográfica de Nuño Gómez entre 1842 y 2021                                                      |
| |
| Población de derecho según los censos de población del INE. Población de hecho según los censos de población del INE. |

Las variaciones de la población en torno a los 600 habitantes se mantuvo durante la primera mitad del siglo XX. A partir de los años 1960 se produjo un significativo descenso.
| 178                       | 176 | 179 | 202 | 203 | 211 | 244 | 215 | 208 | 198 |
| (Fuente: INE [Consultar]) |     |     |     |     |     |     |     |     |     |

NOTA: La cifra de 1996 está referida a 1 de mayo y el resto a 1 de enero.

## Economía
Históricamente ha sido una población fundamentalmente agrícola. Durante el siglo XIX se producía «trigo, centeno, cebada, garbanzos y seda», manteniéndose así mismo ganado vacuno, lanar, porcino y de labor. En cuanto a la industria y el comercio se reducían a un molino de harina, situado en el arroyo.
En la actualidad, aunque la mayor fuente de ingresos sigue siendo la agricultura, tan solo representa el 25,0 % del total de trabajadores afiliados en este sector, frente al 63,9 % que posee el de servicios. Muy por detrás quedan la industria con un 8,3 % y la construcción con un 2,8 %.

## Patrimonio

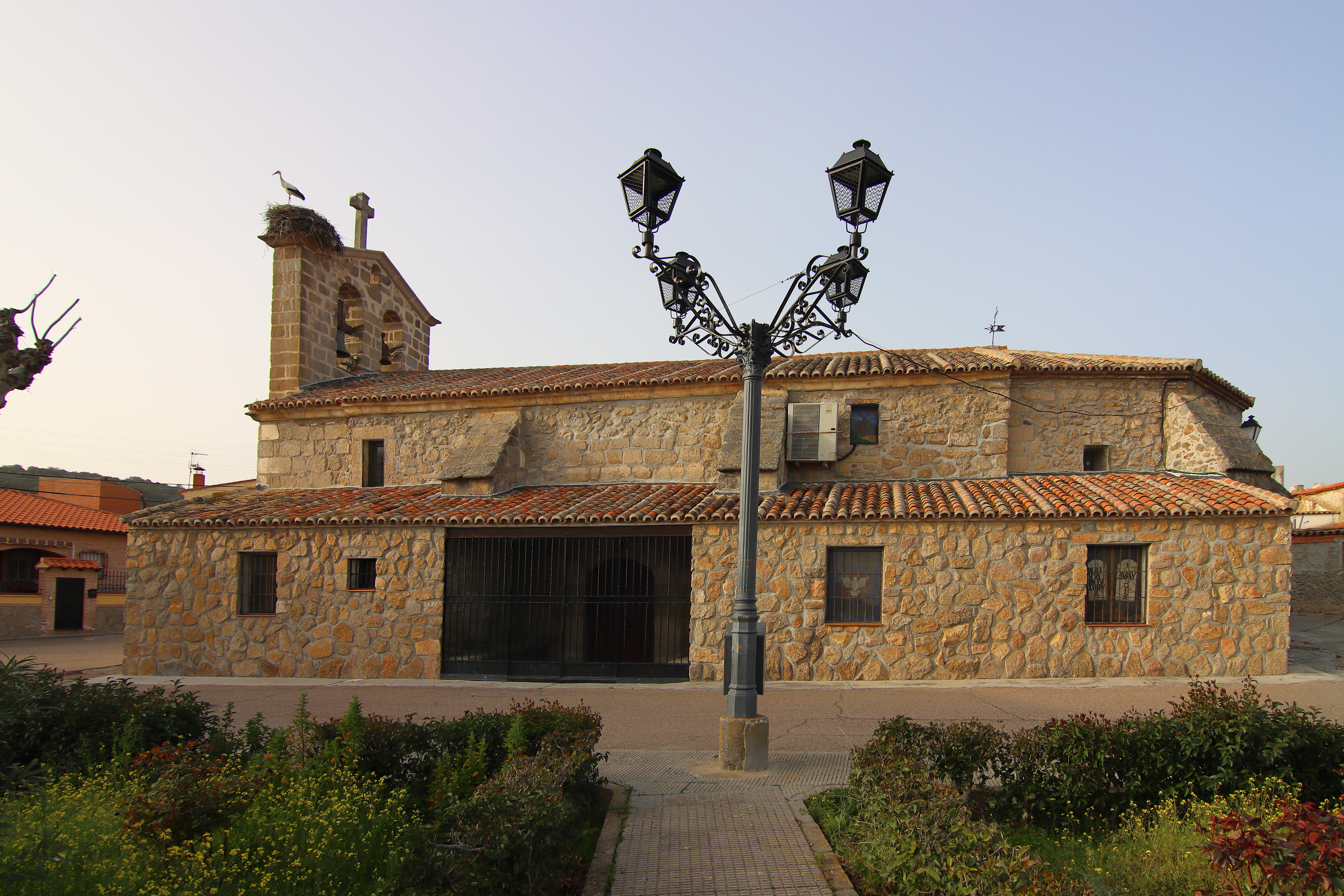
Iglesia de Nuestra Señora de la Asunción

- Ermita de la Concepción: edificada en el siglo XVIII, de planta rectangular con cubierta a cuatro aguas.
- Iglesia parroquial de Nuestra Señora de la Asunción: comenzaría a construirse a finales del siglo XV o principios del XVI. El retablo, ya desaparecido, era barroco del siglo XVII.[cita requerida]
- Potro de herrar.
- Molino de agua.

## Fiestas
- 22 de enero: San Sebastián.
- 15 de agosto: Nuestra Señora de la Asunción.
- 16 de agosto: San Roque

## Personas notables
- Simón Sánchez Montero (1915-2006). Dirigente del Partido Comunista de España.